# Джин Диксон
Джин Диксон (англ. Jeane Dixon), урождённая Лидия Эмма Пинкерт (англ. Lydia Emma Pinckert, 5 января 1904 — 25 января 1997) — американский астролог и экстрасенс, добившаяся большой известности на родине благодаря своей астрологической колонке в одной из газет, а также привлекавшая к себе внимание американского населения и видных политиков страны из-за своих предсказаний будущего.

## Биография

### Юные годы
Диксон родилась в семье немецких иммигрантов в городе Медфорд в штате Висконсин, а детство и юность провела в Миссури, а затем в Калифорнии, где её отец владел совместно со знаменитым продюсером Хэлом Роучем автосалоном. Сама Диксон датой своего рождения называла 1918 год, а затем 1910 год, но в ходе специального расследования журналистов, во время которого были опрошены многие члены её семьи, удалось установить, что она появилась на свет в 1904 году.
По собственным рассказам Диксон, когда она была ещё подростком, то познакомилась с цыганкой, которая предсказала ей, что она станет известной провидицей, и к её услугам будут прибегать самые видные люди страны. Вдобавок к этому она вручила Диксон магический шар, с которым та не расставалась на протяжении всей своей дальнейшей жизни.
В 1939 году она вышла замуж за автомобильного дилера Джеймса Диксона, который позже стал руководителем успешной конторы недвижимости в Вашингтоне. Диксон многие годы работала совместно с мужем в этом бизнесе, и прожила с ним вплоть до его смерти. Несмотря на это, детей у пары не было.

### Предсказания
Популярность в массах ей принесло якобы предсказание убийства президента Кеннеди. 13 мая 1956 года в очередном выпуске журнала «Parade» она опубликовала пророчество, в котором утверждала, что на выборах 1960 года к власти придёт президент-демократ, который затем будет убит на посту. Позже она всё же призналась, что была уверена в победе на выборах Ричарда Никсона и в провале Кеннеди.
Джин Диксон приписывали предсказания убийства сенатора Роберта Кеннеди, борца за права чернокожих Мартина Лютера Кинга, раннюю кончину Мэрилин Монро, запуск первого искусственного спутника Земли и гибель Аполлона 1. Также существуют рассказы о том, что в 1942 году Диксон встретилась в парикмахерской с актрисой Кэрол Ломбард, которую пыталась отговорить от запланированного авиарейса, но в итоге актриса не прислушалась к её словам и вскоре погибла в авиакатастрофе.
К советам Джин Диксон прислушивался и ставший позже президентом Ричард Никсон, который тщательно готовился к теракту против него, который ему предсказала Диксон. В годы президентства Рональда Рейгана Диксон считалась одним из его личных астрологов, а к её советам также нередко прибегала и его супруга Нэнси. Сама Диксон, будучи набожной католичкой, своим просветителем называла Бога.
Джин Диксон является автором семи книг, в том числе автобиографии, а также гороскопа для собак и астрологической поваренной книги. Она была частой гостьей в различных телешоу и сериалах, среди которых популярный в 1980-х ситком «Золотые девочки», где в 1985 году Диксон сыграла саму себя.

### Эффект Джин Диксон
Несмотря на такое признание в высших кругах общества, многие прогнозы Диксон оказывались ложными. Такими фальшивками стали её утверждения, что спор из-за островов Мацзу и Цзиньмэньдао послужит толчком к Третьей мировой войне в 1958 году, что лидер американских профсоюзов Уолтер Рейтер будет баллотироваться в президенты США в 1964 году, а также что русские первыми высадятся на Луне. Эти промахи привели к появлению термина «эффект Джин Диксон», который ввёл в обиход профессор математики университета Темпл Джон Аллен Полуз. Его смысл в том, что из-за нескольких совпавших прогнозов их предсказателя тут же начинают превозносить, игнорируя при этом целый ряд ложных предсказаний, которые зачастую превосходят по количеству правильные.

### Смерть
Джин Диксон скончалась 25 января 1997 года после сердечного приступа в госпитале Сибл в Вашингтоне, округ Колумбия, в возрасте 93 лет. После смерти бо́льшая часть её имущества ушла её бывшему клиенту инвестору Лео М. Бернштайну, который в 2002 году собрал их в одном месте в основанном им музее Джин Диксон в штате Виргиния. В 2008 году Бернштейн умер, а год спустя все его вещи, связанные с именем Джин Диксон, были пущены с молотка.